# Rhabdomys chakae
Rhabdomys chakae — вид гризунів родини мишевих (Muridae). Ареал: ПАР, Свазіленд, Лесото. Вид відокремлено від V. dilectus.